# Hasan Ali Toptaş
 (octobre 2012).
Si vous disposez d'ouvrages ou d'articles de référence ou si vous connaissez des sites web de qualité traitant du thème abordé ici, merci de compléter l'article en donnant les références utiles à sa vérifiabilité et en les liant à la section « Notes et références ».
Hasan Ali Toptaş est un romancier et nouvelliste turc, né en 1958 à Denizli. 

## Biographie
Sa première histoire, Bayram Şekeri est publiée dans le Denizli Newspaper en 1975, puis rassemblé avec d'autres histoires courtes dans un recueil intitulé Bir Gülüşün Kimliği (L'Identité d'un Rire) en 1987.
Une importante érudite turque, Yıldız Ecevit, a déclaré à propos de Hasan Ali Toptaş qu'il était « un moderniste post-moderne » et l'appelle le « Kafka de la littérature turque » dans son ouvrage Türk Romanında Postmodernist Açılımlar (l'Expansion Post-moderne dans la Littérature turque).
En fait, le livre Bin Hüzünlü Haz (Mille Plaisirs Tristes) d'Hasan Ali Toptaş, gagnant du Prix Cevdet Kudret de littérature en 1999, est d'une part, un roman court post-moderne en termes de pluralisme, la métafiction et l'intertextualité. D'autre part, il contient beaucoup d'éléments kafkaïens dans la mesure où il dépeint une réalité absurde, surréaliste et paradoxalement banale.
En décembre 2020, l'écrivain est accusé par plusieurs femmes de harcèlement sexuel en réaction à des accusations postés sur Twitter,.

### Romans[7]
- Yalnızlıklar (Les Solitudes) - 1990
- Ölü Zaman Gezginleri (Les Voyageurs de Temps Morts) - 2001
- Sonsuzluğa Nokta (Point à L’infini) - 1993
- Gölgesizler (Les Ombres Disparues) - 1995
- Kayıp Hayaller Kitabı (Le Livre de Rêves Perdus) - 1996
- Ben Bir Gürgen Dalıyim (Je suis une Branche de hêtre) - 1997
- Bin Hüzünlü Haz (Mille de Plaisirs Tristes) - 2000
- Uykuların Dogusu (À l'Est des Somnolences) – 2005
- Harfler ve Notalar (Lettres et Notes) - 2007